# 야마구치 다몬
야마구치 다몬(일본어: 山口 多聞, 1892년 8월 17일 ~ 1942년 6월 6일) 은 제2차 세계 대전 당시 일본 제국 해군의 제독으로, 미국의 프린스턴 대학교에서 수학하였다.

## 생애
야마구치는 도쿄 출신으로, 마쓰에번의 무사 야마구치 무네요시의 아들로 태어났다. 해군병학교 출신으로, 해군대학교 졸업 후에 제1차 세계 대전 구미파견함대에 소속되었다.
수뢰, 포술 출신의 사관이었지만, 전문은 잠수함이었다. 대전 당시에는 독일의 U보트 회항요원으로 참가한 적도 있다. 경순양함과 전함 "이세" 의 함장을 역임했고, 항공기와 항공모함 기동부대의 이해도 해박했다.
해군 동기인 오니시 타키지로(大西瀧治郎)와 항공전대를 연구해 차세대 일본 제국 해군의 에이스 지휘관으로 주목되었다. 능력은 좋았지만, 과도한 훈련으로 사고가 속출하자 "사람잡는 다몬"이라는 오명도 얻었다.
그러나 한편으론 부하들과 같은 음식과 침구를 쓰고 비평도 달게 받아들이는 타인의 신망이 높고 인덕이 있는 호인이었다.  이후 제2항공전대 사령관에 취임, 기동부대운형진 등 신전법 및 항공기술에 연구를 가했다.
진주만 작전에 참가해 제3차 공격강행을 주장했지만, 함선 보전 문제로 나구모 주이치(南雲忠一) 중장에게 거부당했다. 미드웨이 해전시 소장으로 항공모함 "히류"의 총지휘관(함장은 가쿠 도메오 대좌)으로 취임하였고, 육상 공격기로 미 항모를 무력화시키기도 했다.
그는 끊임없는 연구와 신 전법에 유능한 함대 사령관이었다. 나구모 중장의 비현실적인 전법에 회의를 품고 건의하나 묵살되었고, 이에 아카기, 가가, 소류의 3척의 항공모함이 적에게 침몰 당하고 만다.
그러나, 자신의 기함인 히류로 미 항공모함 요크타운을 격파하는 등 수훈을 올렸고 히류도 미군의 공격으로 침몰할 때 병사들을 퇴함시키고 탈출할 것을 권유하는 이토 참모장에게 소장 군기를 건네고, 자신은 히류와 함께 바닷속으로 가라앉아 운명을 달리한다. 사망 후 해군 중장으로 추서되었다.

## 같이 보기
- 미드웨이 해전